# Kitao Masayoshi
Kitao Masayoshi (北尾 政美) est un artiste japonais peintre et dessinateur spécialiste de l’Ukiyo-e, né à Edo en 1764. Il a pour maître Kitao Shigemasa. Il est également connu sous le nom de Kuwagata Keisai [鍬形蕙斎] qu'il prend vers 1790 au moment de lancer le genre ryakugashiki. Selon sa propre présentation, le but de ces dessins « n'est pas d'offrir des formes mais l'esprit de ce qu'ils représentent. Comme ils ne cherchent pas à embellir les formes mais plutôt à les simplifier, j'ai pesée à « La méthode du dessin abrégé » (ryakugashiki) ». Il meurt en 1824.

Ses contemporains ont remarqué que Hokusai s'était inspiré de Keisai pour ses Manga.

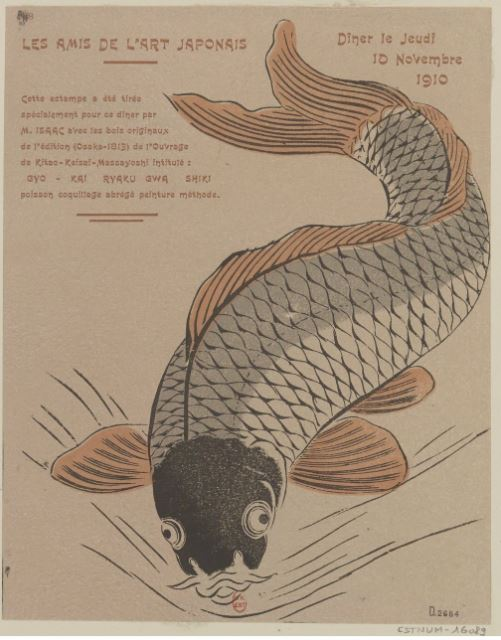
Carpe, de Kitao Massayoshi (1764-1824) gravée par Prosper-Alphonse Isaac (1858-1924)
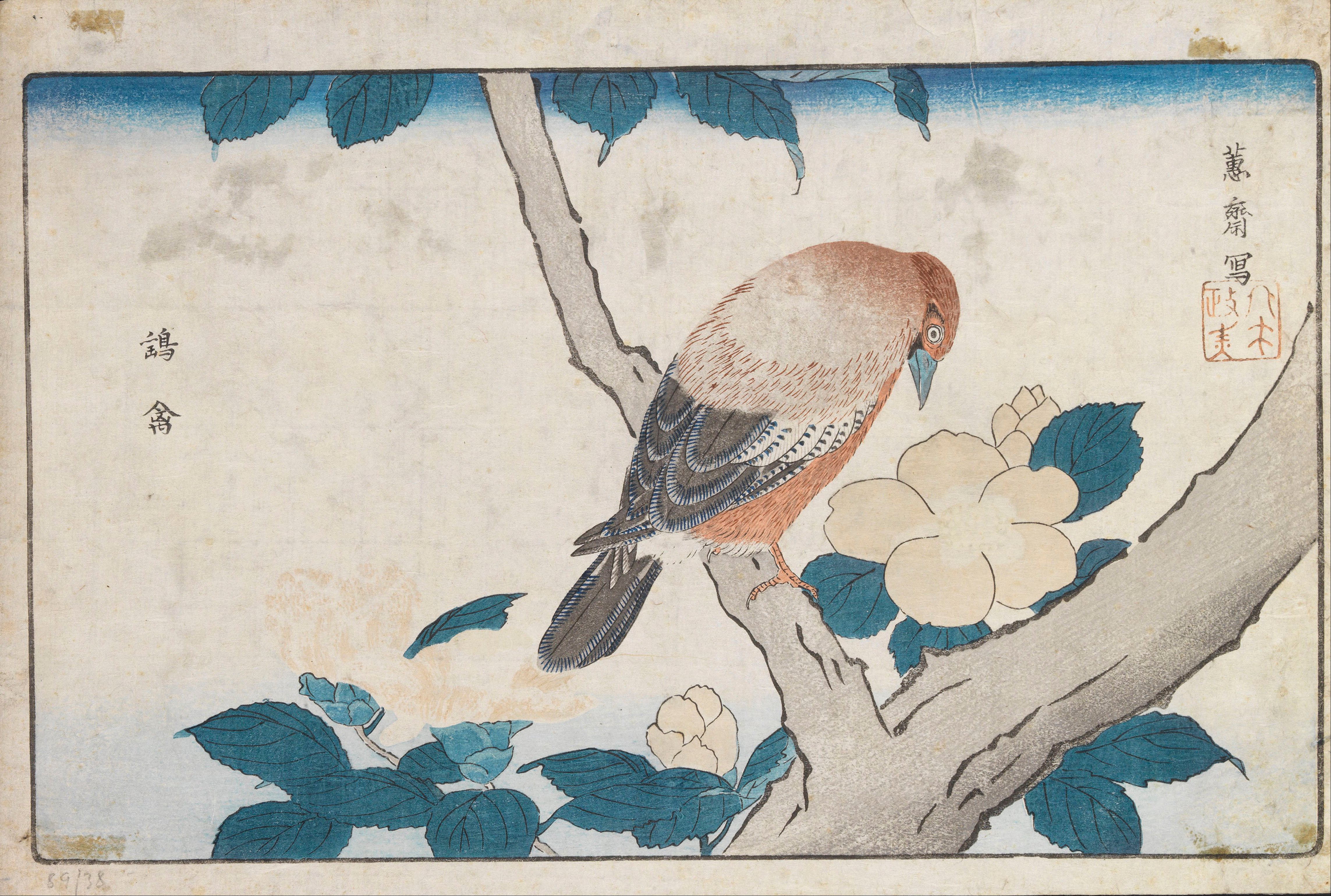
Estampe
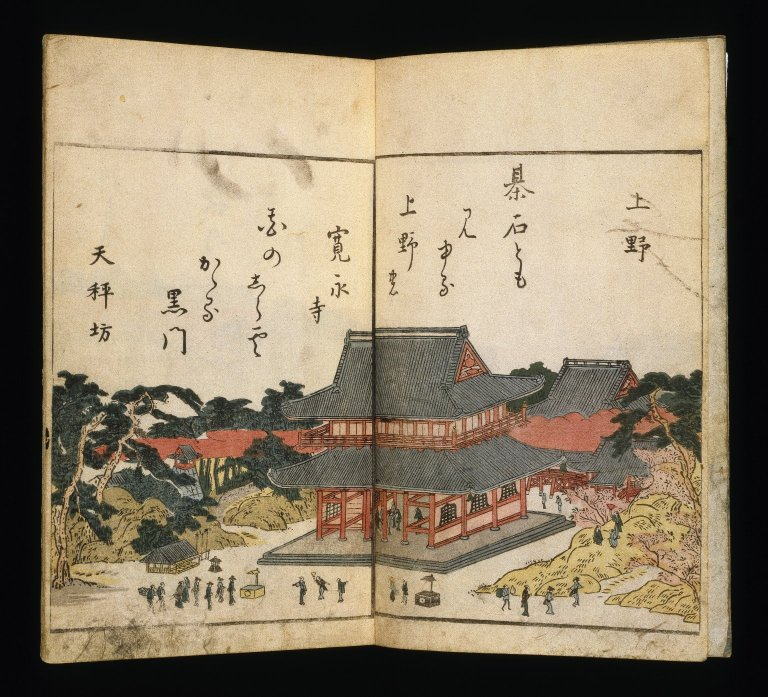
Ehon Azuma Kagami, Vol. III, 1810